# Grundmühle (Radebeul)
Die Grundmühle war eine der sieben historischen Wassermühlen der Lößnitz. Sie befindet sich in der Lößnitzgrundstraße 37 im Stadtteil Wahnsdorf der sächsischen Stadt Radebeul. Später wandelte sich das Anwesen im Lößnitzgrund zu einer Gaststätte.

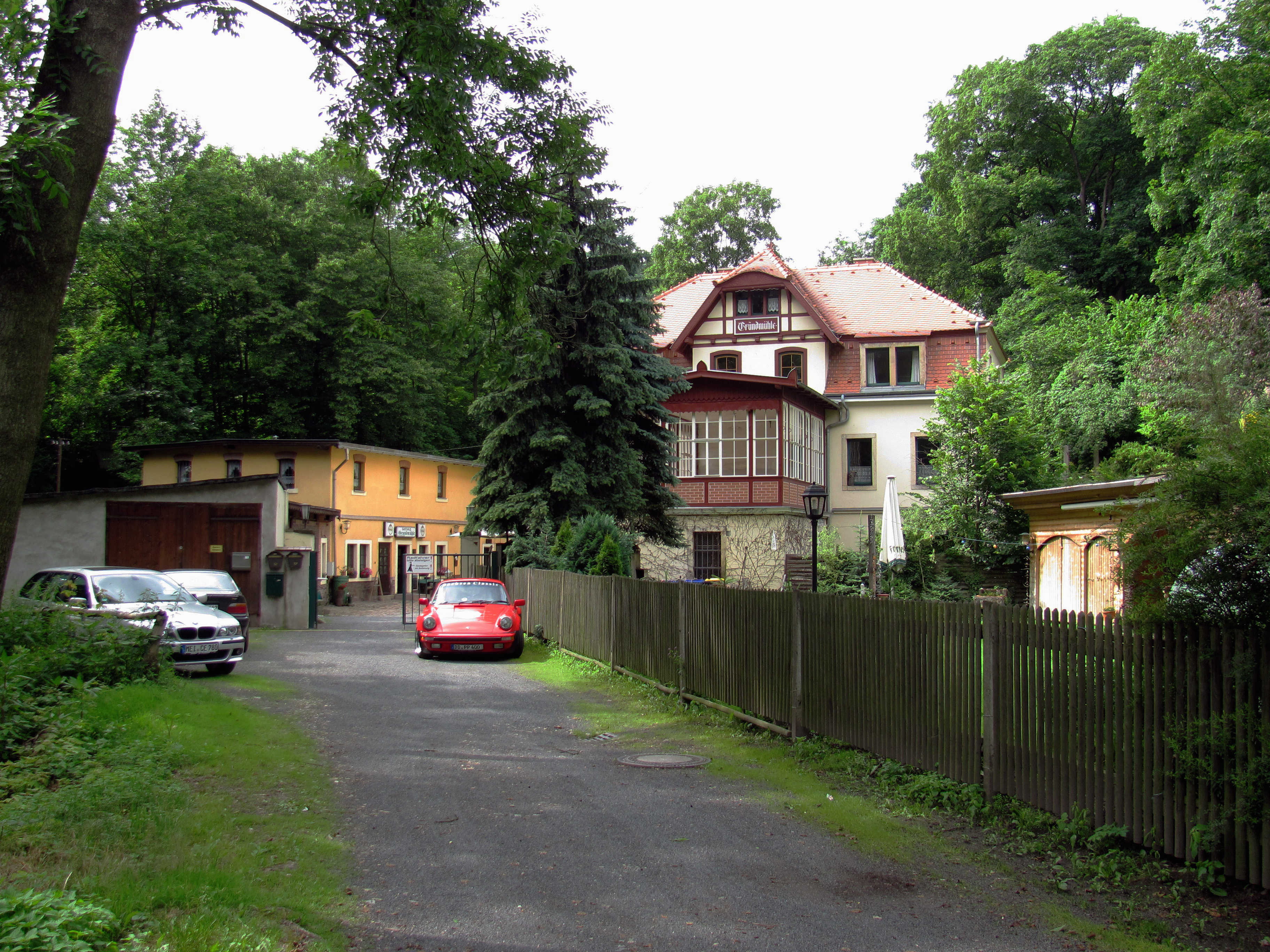
Grundmühle: Ehemaliges Restaurantgebäude mit Veranda, links das ehemalige Mühlengebäude, heute als Gasthaus genutzt

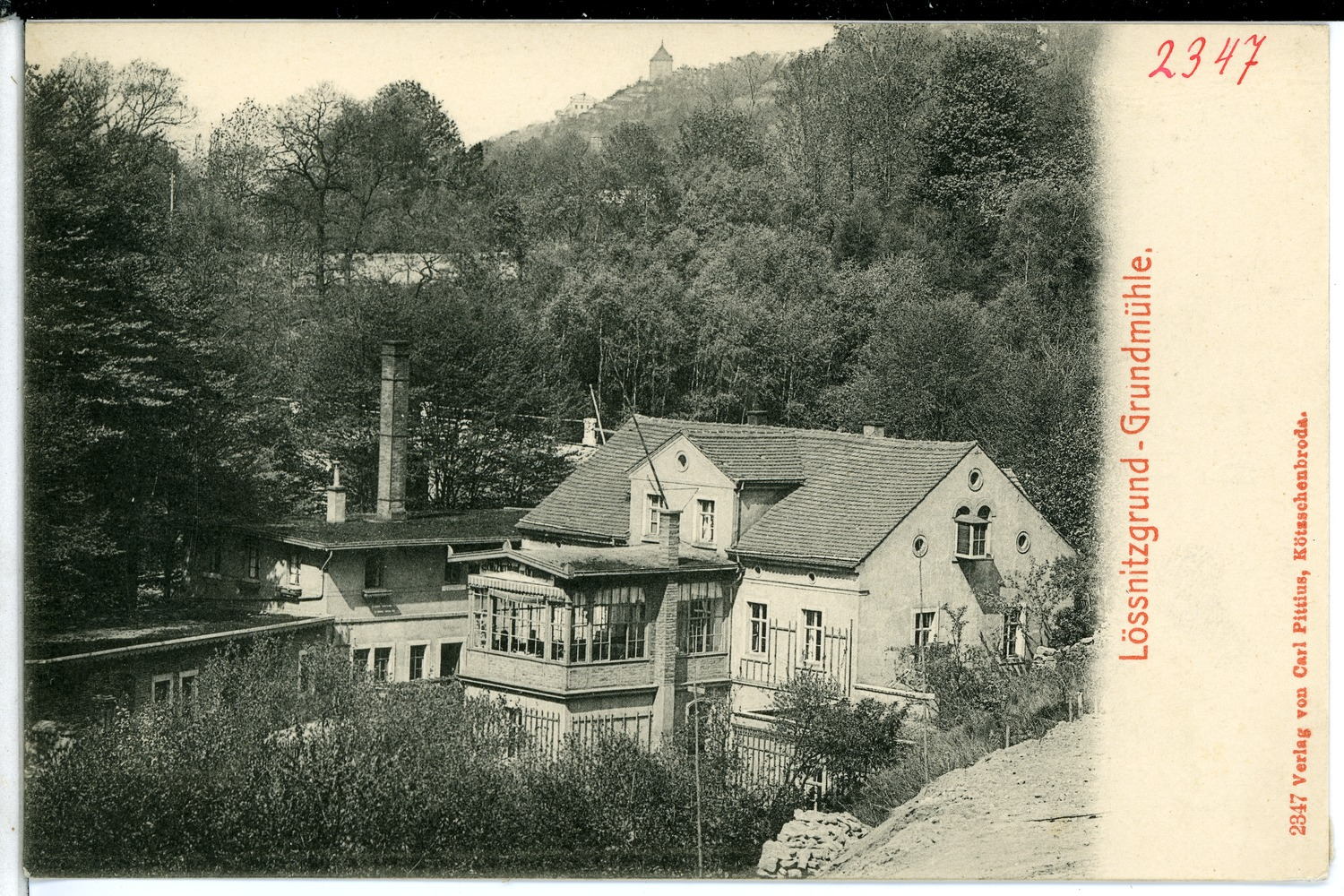
Grundmühle (1902), vor der Dachaufstockung (vergleiche mit oben)

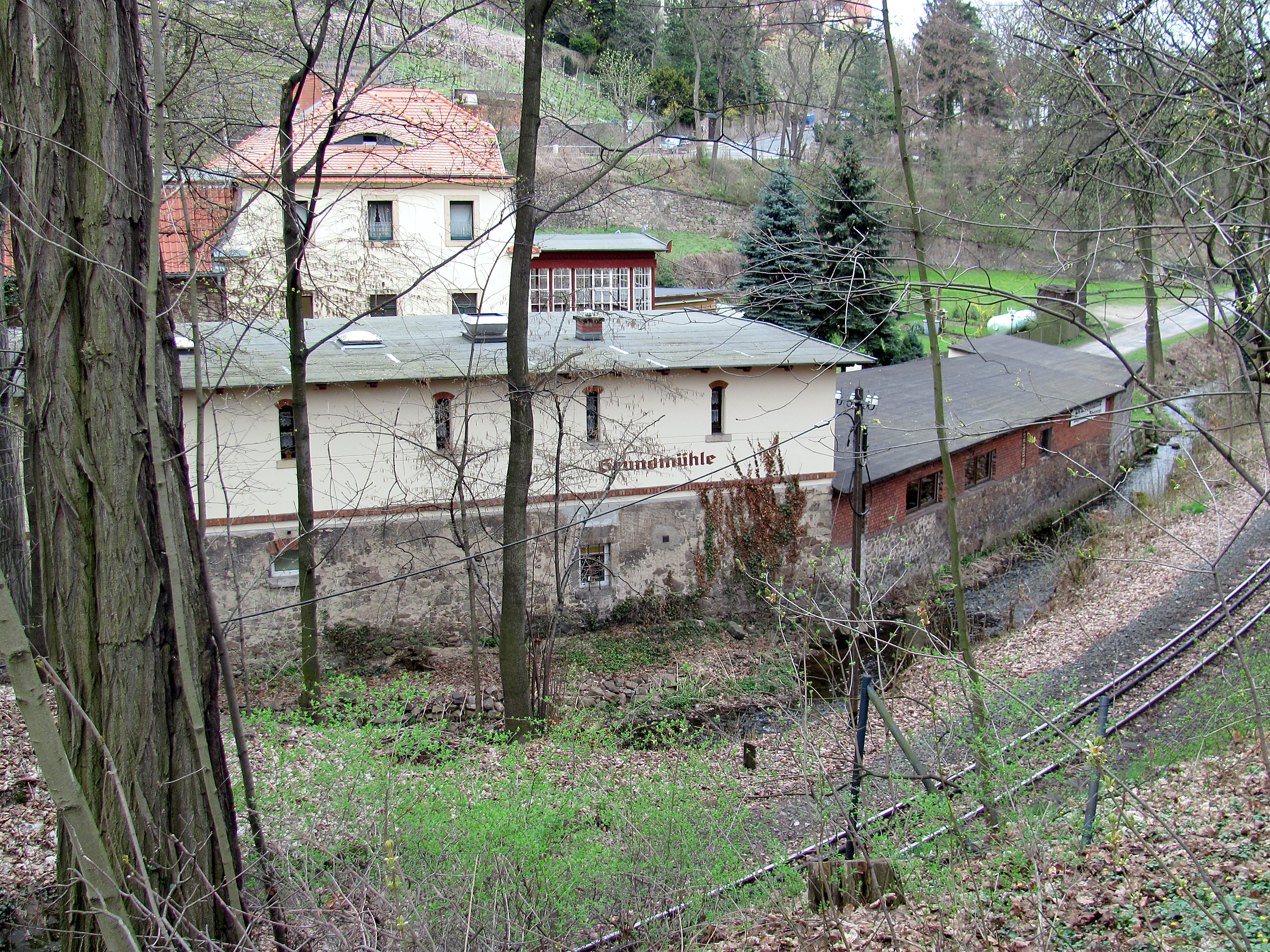
Grundmühle: Restaurantgebäude mit Veranda, links das ehemalige Mühlengebäude, im Vordergrund die ehemalige Bäckerei am Lößnitzbach davor die Schienen des Lößnitzdackels

## Beschreibung
Das heutige Aussehen der Gebäude geht hauptsächlich auf einen grundlegenden Umbau aus der Zeit um 1900 durch den Architekten Carl Käfer zurück. Das Haupthaus ist ein zweigeschossiges, geputztes  Gebäude mit einem stark ausgebauten Dachgeschoss, welches aus Mansard- und Krüppelwalmdächern zusammengesetzt ist.
Nach Süden befindet sich eine Laube über einem erdgeschosshohen Unterbau, diese hat ein flaches Walmdach mit Akroteren. Parallel zum Lößnitzbach steht ein zweigeschossiges, geputztes  Nebengebäude aus dem späten 19. Jahrhundert, welches ein flach geneigtes Dach aufweist.

## Geschichte
Die erste Erwähnung der Grundmühle fand 1461 als „Mühle im Grunde unter Wahnsdorf“ statt; sie war eine der Wassermühlen am Lößnitzbach. Ab 1872 wurden dort auch eine Bäckerei und eine Gaststätte betrieben, die noch heute existiert. 1908 wurde der Betrieb der Mühle auf Dampfbetrieb umgestellt und 1944 oder 1973 stillgelegt.
Das Haupthaus der ehemaligen Grundmühle steht unter Denkmalschutz.  Das Anwesen liegt im Denkmalschutzgebiet Historische Weinberglandschaft Radebeul.